# Краснопахорское
Поселе́ние Краснопахо́рское — бывшее поселение (муниципальное образование и административная единица) в составе Троицкого административного округа города Москвы.  Упразднено 8 мая 2024 года в процессе административно-территориальной реформы ТиНАО. Правопреемником поселения Краснопахорское являются органы местного самоуправления и управа Краснопахорского района.
Образовано 28 февраля 2005 года как сельское поселение Краснопахорское в составе Подольского муниципального района Московской области, включило в себя 20 населённых пунктов позже упразднённого Краснопахорского сельского округа.
Согласно проекту расширения территории Москвы, с 1 июля 2012 года включено в состав города.
Административный центр — село Красная Пахра.
Глава поселения и председатель Совета депутатов — Лебедев Игорь Евгеньевич, глава администрации — Парфёнова Наталья Александровна.
По преобразованиям 2024 года части территории поселения отходят муниципальным округам Краснопахорский и Вороново, а также городскому округу Троицк.

## Географические данные
Общая площадь — 86,88 км².
Муниципальное образование находится в северо-восточной части Троицкого административного округа и граничит с:
- поселением Десёновское Новомосковского административного округа (на севере);
- городским округом Троицк (на севере);
- поселением Первомайское (на севере);
- Наро-Фоминским городским округом Московской области (на западе);
- поселением Михайлово-Ярцевское (на юго-западе);
- поселением Вороновское (на юго-западе);
- поселением Щаповское (на востоке);
- поселением Клёновское (на юго-востоке);

По территории поселения проходит Калужское шоссе А130.

## Население
| 2010    | 2012    | 2013    | 2014  | 2015  | 2016  | 2017  | 2018  | 2019  | 2020  |
| ------- | ------- | ------- | ----- | ----- | ----- | ----- | ----- | ----- | ----- |
| 4026    | ↗4198   | ↗4482   | ↗4503 | ↗4574 | ↗4747 | ↗4789 | ↗4867 | ↗4901 | ↗5380 |
| 2021    | 2023    | 2024    |       |       |       |       |       |       |       |
| ↗12 698 | ↗12 896 | ↗13 029 |       |       |       |       |       |       |       |

### Национальный состав
По итогам переписи населения 2020 года проживали следующие национальности (национальности менее 0,1 % и другое, см. в сноске к строке «Другие»):
| Национальность | Численность, чел. | Доля     |
| -------------- | ----------------- | -------- |
| Русские        | 11 655            | 91,79 %  |
| Армяне         | 116               | 0,91 %   |
| Украинцы       | 71                | 0,56 %   |
| Таджики        | 64                | 0,50 %   |
| Азербайджанцы  | 51                | 0,40 %   |
| Татары         | 45                | 0,35 %   |
| Молдаване      | 29                | 0,23 %   |
| Узбеки         | 27                | 0,21 %   |
| Корейцы        | 24                | 0,19 %   |
| Белорусы       | 23                | 0,18 %   |
| Лезгины        | 20                | 0,16 %   |
| Грузины        | 14                | 0,11 %   |
| Осетины        | 13                | 0,10 %   |
| Евреи          | 13                | 0,10 %   |
| Другие         | 533               | 4,21 %   |
| Итого          | 12 698            | 100,00 % |

## Состав поселения
Крупнейшие населённые пункты — сёла Красная Пахра и Красное, а также деревня Былово и посёлок подсобного хозяйства Минзаг.
| №  | Населённый пункт            | Тип населённого пункта       | Население |
| -- | --------------------------- | ---------------------------- | --------- |
| 1  | Былово                      | село                         | ↗422      |
| 2  | Варварино                   | деревня                      | ↗25       |
| 3  | Городок                     | деревня                      | ↗7        |
| 4  | Колотилово                  | деревня                      | ↘10       |
| 5  | Красная Пахра               | село, административный центр | ↗2434     |
| 6  | Красная Пахра               | деревня                      | ↗173      |
| 7  | Красное                     | посёлок                      | ↘84       |
| 8  | Красное                     | село                         | ↘419      |
| 9  | Малыгино                    | деревня                      | ↗13       |
| 10 | Подосинки                   | деревня                      | ↗21       |
| 11 | подсобного хозяйства Минзаг | посёлок                      | ↘249      |
| 12 | Поляны                      | деревня                      | ↘4        |
| 13 | Раево                       | деревня                      | ↗34       |
| 14 | Романцево                   | деревня                      | →7        |
| 15 | Софьино                     | деревня                      | ↘33       |
| 16 | Страдань                    | деревня                      | ↗35       |
| 17 | Чириково                    | деревня                      | ↗37       |
| 18 | Шарапово                    | деревня                      | →2        |
| 19 | Шахово                      | деревня                      | ↘5        |
| 20 | Юрово                       | деревня                      | ↗12       |

В приложении № 1 к постановлению Правительства Москвы № 353-ПП от 25.07.2012 «Об утверждении перечней населённых пунктов и улиц Троицкого и Новомосковского административных округов города Москвы, используемых для адресации зданий и сооружений», не упоминается деревня Красная Пахра.

## История
Красно-Пахорский сельсовет был образован в составе Красно-Пахорской волости Подольского уезда Московской губернии в конце 1910-х годов, и в 1929 году вошёл в состав Красно-Пахорского района (1946—1957 гг. — Калининский район) образованной Московской области.
Постановлением Московского областного исполнительного комитета от 17 июля 1939 года № 1559 и утверждающим его указом Президиума Верховного совета РСФСР от 17 августа 1939 года сельсовету были переданы селения Варварино и Юрово упразднённого Варваринского сельсовета, а также Дерибрюхово, Колотилово, Красное, Подосинки, Раево, Софьино и Страдань упразднённого Софьинского сельсовета.
Решением Мособлисполкома от 16 января 1950 года № 147 входившие в состав сельсовета посёлок Института земного магнетизма и территория больницы имени Семашко были переданы рабочему посёлку Троицкий.
Решением Мособлисполкома от 14 июня 1954 года № 539 и утверждающим его указом Президиума Верховного Совета РСФСР от 18 июня 1954 года в состав сельсовета были включены территории упразднённых Полянского и Чириковского сельсоветов Калининского района, а решением от 22 июня 1954 года № 550 населённые пункты Ворсино, Никольское и Филино были выведены из состава сельсовета и переданы Бабенскому сельсовету.
В конце 1954 года населённый пункт Товарищево был переведён в Клёновский сельсовет Подольского района.
7 декабря 1957 года в связи с упразднением Калининского района Красно-Пахорский сельсовет вошёл в состав Ленинского района Московской области, но спустя два месяца решением Мособлисполкома от 1 февраля 1958 года № 99 из Ленинского района был передан Подольскому району.
В 1963 году Подольский район был упразднён, и до начала 1965 года Красно-Пахорский сельсовет находился в составе Ленинского укрупнённого сельского района, после чего был передан восстановленному Подольскому району. В этот период в его состав вошло селение Кузенево Троицкого сельсовета.
В мае 1978 года была ликвидирована и снята с учёта деревня Малинки.
В марте 1982 года селение Кузенево было передано Щаповскому сельсовету.
В январе 1987 года были ликвидированы и сняты с учёта деревни Дыбино и Студенцы.
Постановлением от 3 февраля 1994 года № 7/6 Московская областная дума утвердила положение о местном самоуправлении в Московской области, согласно которому сельсоветы как административно-территориальные единицы были преобразованы в сельские округа.
В рамках реформы местного самоуправления и в соответствии с Законом Московской области от 28 февраля 2005 года № 65/2005-ОЗ «О статусе и границах Подольского муниципального района и вновь образованных в его составе муниципальных образований» на территории Подольского района было образовано сельское поселение Краснопахорское, в состав которого вошли 20 населённых пунктов позже упразднённого Краснопахорского сельского округа.
С 1 июля 2012 года сельское поселение Краснопахорское вошло в состав Троицкого административного округа Новой Москвы, при этом из его названия было исключено слово «сельское».
В 2022 году на территории поселения был открыт первый в России электробусный парк «Красная Пахра».

## Достопримечательности
Памятники архитектуры и садово-паркового искусства поселения:
- Церковь Михаила Архангела (1874)
- Парк усадьбы «Рождествено-Варварино»
- Церковь Рождества Христова (1689—1692)
- Усадьба «Красное-Пахово»
- Церковь Иоанна Богослова (1706)
- Парк усадьбы «Раево»
- Парк усадьбы «Чириково-Покровское»

## Парки и общественные пространства

### Парк «Русский лес»
Благоустроен в середине сентября 2021 года у школы № 2075, на месте заброшенного лесного участка. Здесь обновили дорожно-тропиночную сеть, установили скамейки, оборудовали пространство современными уличными системами освещения.

### Парк культуры и отдыха «Парк Победы»
Обустроен в селе Красная Пахра в 2019 году. На территории установлена площадка с солнечными часами, обустроены зоны тихого отдыха и эстрадная площадка. За установку аналемматических солнечных часов в селе Красная Пахра на территории Парка Победы проголосовали на портале сетевых референдумов «Активный гражданин». По программе «Мой район» водоем рядом с парком очистили и украсили коваными мостиками и ажурной беседкой. Также обновили сцену. Реконструировали и детскую площадку: на ее территории уложили резиновое покрытие, а также обустроили песочницу. К уже установленным малым архитектурным формам добавили турник и брусья. Игровую зону обнесли ограждением.
В 2020 году на территории парка открыли памятный камень и аллею, посвященные 75-летию со Дня Победы в Великой Отечественной войне.

### Парк «Красная Пахра»
Парк «Красная Пахра» расположен на берегу реки Пахры, недалеко от села Былово, рядом со спортивным лагерем «Олимпийские Надежды». Был открыт 5 ноября 2013 года. Стал первым благоустроенным парком со спортивным уклоном в Новой Москве. Площадь парка – 12,5 Га. Русло реки Пахра очистили, берега облагородили и соорудили 4 причала и пляжную зону. Территория разделили на зоны активного и тихого досуга. В 2019 году в парке провели плановое благоустройство: обновили роллердром и тренажеры, привели в порядок площадки для футбола, волейбола, баскетбола, большого и настольного тенниса. Также отремонтировали беседки, лестницы, подпорные стенки, скамейки и покрасили урны.